# 아사히카와촌
아사히카와촌(旭川村)은 아키타현 미나미아키타군에 설치되었던 촌이다.